# Sergentia nebulosa
Sergentia nebulosa är en tvåvingeart som beskrevs av Linevich, Aleksandrov och Proviz 1984. Sergentia nebulosa ingår i släktet Sergentia och familjen fjädermyggor. Inga underarter finns listade i Catalogue of Life.